# 吳冰原島峰
72°29′S 161°8′E / 72.483°S 161.133°E
吳冰原島峰（英語：Wu Nunatak），是南極洲的冰原島峰，位於維多利亞地的彭內爾海岸，處於魏豪普特山東北面15公里，屬於奧特巴克冰原島峰的一部分，美國地質調查局根據測量和該國海軍的空中照片繪入地圖，現時由南極條約體系管理。